# Music of Changes
Music of Changes de John Cage es la primera obra extensa que compuso después de Sonatas and Interludes, es una pieza para solista de piano compuesta en 1951. Cage se marchó de Los Ángeles y se fue a Nueva York, la ciudad de Nueva York le ofrecía la oportunidad de acercase más a la investigación de las culturas asiáticas y sus filosofías.

## Historia de la composición
Primero acabó Imaginary Landscape No. 4  'Música de cambios' fue la segunda obra compuesta, terminada en abril de 1951, y el tercer movimiento del Concierto para piano preparado también utilizando el azar.
Lo que inspiró a Cage para comenzar a escribir esta obra fue el regalo que le dio el compositor homónimo al filósofo Christian Wolff, una copia del libro adivinación chino, el I Ching. 
Las fechas de composición son las siguientes: El Libro I completo el 16 de mayo, el Libro II el 2 de agosto, el Libro III el 18 de octubre y el Libro IV el 13 de diciembre. El antiguo mentor de Cage Henry Cowell comentó que Cage no se había liberado de su gustos en el nuevo trabajo, y así por un corto tiempo trabajaron simultáneamente en Music of Changes y Imaginary Landscape No. 4.
Verdaderamente, son numerosas cosas las que incitan a uno a considerar que Music of Changes  es una obra de gran importancia para Cage, porque no solamente es la segunda composición dirigida por el azar, sino que también fue la primera obra que Cage compuso para el pianista David Tudor. Música de Cambios se estrenó de forma completa por Tudor el 1 de enero de 1952. Tudor también grabó la música de cambios de forma completa, en 1956.
Una anécdota de Cage fue que: Mientras Cage escribía la pieza le preguntó a Tudor la cantidad de brazos que debía tener para interpretar la pieza, Tudor le respondió que contara con que él tenía dieciséis brazos.
La duración, la altura, el tempo de cada pasaje sonoro y el volumen se definen a través de uno de los sesenta y cuatro hexagramas del I Ching. Es importante hacer notar que, en esta pieza en particular él utilizó al I Ching sin tomar en cuenta las interpretaciones mágicas del mismo sino más bien como una “computadora” para sus operaciones de azar. El título de la pieza  viene del libro del I Ching que se le conoce como El libro de las mutaciones.
Cage también compuso varios "spin-offs" de Music of Changes, piezas más cortas utilizando los mismos métodos e incluso los mismos gráficos. Estos incluyen dos Pastorales (1951-52), Seven Haiku (1951-52), para MC y DT (1952).
- Datos: Q3328515